# 保祿四世
保祿四世（拉丁語：Paulus PP. IV；1476年6月28日—1559年8月18日），原名若望·伯多祿·卡拉法（Gian Pietro Carafa），1555年5月23日當選教宗，同年5月26日即位至1559年8月18日。

## 譯名列表
- 保祿四世：天主教香港教區禮儀委員會：禧年專頁（页面存档备份，存于）、香港天主教教區檔案　歷任教宗、《大英簡明百科知識庫》2005年版[永久]作保祿。
- 保罗四世：《世界人名翻譯大辭典》1993年版作保罗。